# Blyth (Northumberland)
Blyth è una cittadina e parrocchia civile nel sud-est della contea Northumberland, in Inghilterra. Si trova sulla costa, a sud del fiume Blyth e a 21 chilometri (13 miglia) a nord est di Newcastle upon Tyne. Secondo il censimento del 2011 ha una popolazione di 37 339 abitanti.
Il porto di Blyth risale al XII secolo, ma lo sviluppo della città moderna è iniziata solo nel primo quarto del XVIII secolo. I principali settori che hanno contribuito alla prosperità della città erano l'estrazione del carbone e la costruzione navale, il commercio del sale, e la pesca; anche le ferrovie giocavano e giocano tutt'oggi un ruolo importante. Queste industrie sono in gran parte scomparse, ma il porto prospera ancora: continuano infatti le spedizioni dalla Scandinavia di carta e cellulosa, che forniscono le principali industrie di giornali in Inghilterra e Scozia.
Il futuro della città è stato seriamente compromesso quando le sue industrie principali hanno cominciato a vivere una fase di declino. Il centro commerciale Keel Row, inaugurato nel 1991, ha portato i principali rivenditori della zona a Blyth, e ha contribuito a rivitalizzare il centro della città. Il mercato è stato recentemente ri-sviluppato, con l'obiettivo di attrarre ulteriori investimenti per la città.
La cittadina è anche la sede del Blyth Spartans Association Football Club.

## Amministrazione

### Gemellaggi
- Gelendzhik
- Solingen
- Ratingen